# Anno (sorozat)
Az Anno német videójáték-sorozat különböző fejlesztők keze alól, 2007 óta a Ubisoft forgalmazásában. A játéksorozat elemei valós idejű stratégiai játékok, üzleti és városépítő játék elemekkel. Jellemző cselekményük a településépítés és a források menedzselése kis szigeteken. A felfedezés, harcok, diplomácia és kereskedelem köré épül. A sorozat darabjai híresek részletes és élethű grafikáikról, játszhatóságukról és a szabad játékmódról.

## Az Anno-sorozat részei
- Anno 1602 (1998)
- Anno 1503 (2003)
- Anno 1701 (2006)
- Anno 1701: The Sunken Dragon (2007, kiegészítő játék)
- Anno 1701: Dawn of Discovery (2007, spin-off, Nintendo DS)
- Anno 1404 (2009, Észak-Amerikában Dawn of Discovery)
- Anno 1404: Venice (2009, kiegészítő játék)
- Anno 2070 (2011)
- Anno 2070: Deep Ocean (2012, kiegészítő játék)
- Anno 2205 (2015)
- Anno 1800 (2019)
- Anno 117: Pax Romana (Érkezik: 2025 vége)

### Spin-off részek
- Anno: Create A New World (2009, Észak-Amerikában Dawn of Discovery, Nintendo DS, Wii)
- Anno Online (2013, böngészőjáték)

## Érdekességek
- Az évszámot tartalmazó címekben a számjegyek összege 9.